# بيل هايز
بيل هايز (بالإنجليزية: Bill Hayes)‏ هو سياسي أمريكي، ولد في 30 يوليو 1952 في كولومبوس في الولايات المتحدة. حزبياً، نشط في الحزب الجمهوري. وقد انتخب عضو مجلس نواب أوهايو.

## وصلات خارجية
- الموقع الرسمي